# Qualifications pour la Coupe du monde de rugby à XIII 2021
Navigation
Édition précédente Édition suivante
Les qualifications de la Coupe du monde de rugby à XIII 2021 se déroulent de juin 2018 avec le début d'un tournoi qualificatif en Europe. Sur les seize nations qualifiées pour la Coupe du monde, huit le sont par le biais de leurs présences en quarts-de-finale de l'édition 2017. Huit nations doivent donc prendre part aux éliminatoires pour se qualifier.

## Les nations qualifiées
Tous les quarts-de-finalistes de l'édition 2017 sont automatiquement qualifiés auxquels s'ajoutent huit équipes qui disputent des éliminatoires. Ainsi six équipes viennent d'Asie-Pacifique, six équipes d'Europe, une équipe du Moyen-Orient/Afrique et une équipe à la suite d'un barrage intercontinental.
Pour la première fois de son histoire, l’Équipe de France devra disputer un tournoi qualificatif, en une seule ou plusieurs phases selon ses résultats: elle devra d'abord rencontrer une fois les équipes des iles britanniques (sauf l'Angleterre, déjà qualifiée). Si elle arrive première ou deuxième de la poule, elle sera directement qualifiée. Si elle arrive seulement troisième ou quatrième, elle rejoindra une nouvelle poule comprenant l'Italie, dont elle devra finir première ou deuxième. Le Liban est la seule nation francophone automatiquement qualifiée, en raison de son excellent parcours lors de la Coupe du monde 2017. 
| Qualifiés d'office 8 places                                                                             | Qualifiés 8 places                                                                   |
| --- | ------------------------------------------------------------------------------------ |
| - Angleterre - Australie - Fidji - Liban - Nouvelle-Zélande - Papouasie-Nouvelle-Guinée - Samoa - Tonga | - France - Pays de Galles - Jamaïque - Écosse - Irlande - Italie - Grèce - Îles Cook |

## Europe
L'Angleterre est la seule nation européenne à avoir garanti sa qualification à la Coupe du monde en atteignant les quarts-de-finale de l'édition 2017. Les autres nations présentes en 2017 (France, Irlande, Écosse et pays de Galles) n'ont pas atteint les quarts-de-finale et sont obligées de passer par des qualifications.

### Euro C
Le premier de chaque poule de l'Euro C est qualifié pour le barrage qui oppose les deux vainqueurs de poule.

#### Nord
| \| \| Nation \| v · d · m \| | Joués  | V         | N | D | PM | PE | +/− | Pts |
| ---------------------------- | ------ | --------- | - | - | -- | -- | --- | --- |
| Norvège                      | 2      | 1         | 0 | 1 | 52 | 42 | +10 | 2   |
| Allemagne                    | 2      | 1         | 0 | 1 | 46 | 44 | +2  | 2   |
| République tchèque           | 2      | 1         | 0 | 1 | 24 | 36 | -12 | 2   |
|                              | Nation | v · d · m |   |   |    |    |     |     |

| 16 juin 2018      | République tchèque | 20-12 | Norvège            | Vrchlabí  |
| 25 août 2018      | Allemagne          | 24-4  | République tchèque | Osnabrück |
| 15 septembre 2018 | Norvège            | 40-22 | Allemagne          | Porsgrunn |

Le match Allemagne-République Tchèque est décrit par le magazine anglais Rugby League World, comme l'un des cinq matches à voir au mois d'aout 2018. Il est remporté par les Allemands sur le score de 24 à 4 qui, de ce fait, se placent en excellente position pour prendre la tête de leur groupe d'éliminatoires, puisqu'un seul point leur est nécessaire face à la Norvège pour affronter ensuite le vainqueur du « Championnat Sud » composé de l'Ukraine, de Malte et de la Grèce.
Mais la Norvège surprend les observateurs en battant chez elle les treizistes allemands : elle prend finalement la première place, ce qui la qualifie pour le barrage face à la Grèce, vainqueur de la poule Sud.

#### Sud
| \| \| Nation \| v · d · m \| | Joués  | V         | N | D | PM | PE | +/− | Pts |
| ---------------------------- | ------ | --------- | - | - | -- | -- | --- | --- |
| Grèce                        | 2      | 2         | 0 | 0 | 88 | 30 | +2  | 4   |
| Ukraine                      | 2      | 1         | 0 | 1 | 60 | 50 | +10 | 2   |
| Malte                        | 2      | 0         | 0 | 1 | 22 | 38 | -72 | 0   |
|                              | Nation | v · d · m |   |   |    |    |     |     |

| 30 juin 2018      | Malte   | 22-34 | Ukraine | Marsa   |
| 8 septembre 2018  | Ukraine | 26-28 | Grèce   | Kharkiv |
| 15 septembre 2018 | Grèce   | 60-04 | Malte   | Athènes |

La Grèce, en battant très largement Malte (une équipe considérée pourtant de valeur comparable) marque les esprits et se classe première de son groupe.  Néanmoins, ses contre-performances ensuite au Championnat des nations émergentes de 2018 (battue par la Hongrie et défaite en demi-finales face à Niue) doivent cependant l'inciter à la prudence face aux Norvégiens vainqueurs de la Poule Nord.

### Euro B
Les deux premiers de ce groupe sont qualifiés pour les matchs de barrages.
| \| \| Nation \| v · d · m \| | Joués  | V         | N | D | PM | PE | +/− | Pts |
| ---------------------------- | ------ | --------- | - | - | -- | -- | --- | --- |
| Espagne                      | 2      | 1         | 0 | 1 | 52 | 48 | 4   | 2   |
| Russie                       | 2      | 1         | 0 | 1 | 60 | 50 | 10  | 2   |
| Serbie                       | 2      | 1         | 0 | 1 | 42 | 56 | -14 | 2   |
|                              | Nation | v · d · m |   |   |    |    |     |     |

| 6 octobre 2018  | Espagne | 32-24 | Russie  | Valence  |
| 13 octobre 2018 | Russie  | 36-18 | Serbie  | Moscou   |
| 20 octobre 2018 | Serbie  | 24-20 | Espagne | Belgrade |

En perdant face à l'Espagne, la Russie est condamnée à battre la Serbie chez elle à Moscou pour rester dans la compétition, et contrôler encore son destin. Ce qu'elle arrive à faire face à des Serbes privés de certains éléments pour des raisons administratives (problème de visas).
Le match Serbie-Espagne est donc un match décisif. Un match qui est un véritable duel entre des Espagnols, qui comprennent des joueurs évoluant à l'étranger, et des Serbes qui auront été préparés à la suite d'une série de test-matchs automnaux. Si les Serbes gagnent ce dernier match, ce sont les Espagnols les vrais vainqueurs de la poule, grâce au point-average.

### Championnats d'Europe 2018
| Groupe |                |   |   |   |   |     |     |     |
|        | Équipe         | J | V | N | D | PP  | PC  | Pts |
| 1      | France         | 3 | 3 | 0 | 0 | 106 | 38  | 6   |
| 2      | Pays de Galles | 3 | 2 | 0 | 1 | 108 | 76  | 4   |
| 3      | Irlande        | 3 | 1 | 0 | 2 | 54  | 74  | 2   |
| 4      | Écosse         | 3 | 0 | 0 | 3 | 32  | 114 | 0   |

| 27 octobre  | Irlande        | 36 - 10 | Écosse         | Morton Stadium, Santry          |
| 27 octobre  | France         | 54 - 18 | Pays de Galles | Stade Albert-Domec, Carcassonne |
| 2 novembre  | Écosse         | 12 - 50 | Pays de Galles | Netherdale, Galashiels          |
| 4 novembre  | Irlande        | 10 - 24 | France         | Morton Stadium, Santry          |
| 10 novembre | France         | 28 - 10 | Écosse         | Stade Albert-Domec, Carcassonne |
| 11 novembre | Pays de Galles | 40 - 8  | Irlande        | Racecourse Ground, Wrexham      |

|  | Champion et qualifié pour la Coupe du monde 2021     |
|  | Qualifié pour la Coupe du monde 2021                 |
|  | Qualifié pour les barrages de la Coupe du monde 2021 |

Ce « tournoi treiziste des cinq nations sans l'Angleterre » est très ouvert, avec des équipes ayant toutes un niveau équivalent. Deux équipes sont cependant avantagées en recevant deux fois à domicile : l'Irlande et la France. Le premier match France-pays de Galles étant considéré par le magazine anglais Rugby League World, comme l'un des « cinq matchs à voir en octobre ». Ce dernier voit s'affronter les Français et les Gallois, favoris pour prendre les premières et deuxièmes places.

### Matchs de barrages pour la qualification à la Coupe du monde

#### Mode d'emploi
L'Italie, les troisième et quatrième du Championnats d'Europe, le vainqueur de l'Euro C, et les deux premiers de l'Euro B s'affronteront lors de barrages dont le vainqueur de chaque barrage est directement qualifié à la Coupe du monde. Les chances de l'Italie vont notamment dépendre de sa capacité à pouvoir intégrer efficacement dans son effectif des heritage players, joueurs d'origine italienne jouant en Angleterre ou en Australie. Si elle y parvient, elle pourra rivaliser avec les deux nations qui seront issues des Championnats d'Europe. 
Au mois de décembre 2018, la RLEF communique les modalités de la suite des éliminatoires de la zone « Europe ».  Un tirage a lieu le 12 décembre 2018. 
Deux groupes de trois équipes sont formés le « groupe 1  » et le « groupe 2 ». Seuls les vainqueurs et deuxièmes  de ces deux groupes sont qualifiés. 
Avant le tirage,  trois chapeaux sont formés, dans lequel une équipe est tirée au sort. 
Dans le premier chapeau se trouve : L'Irlande, l’Écosse. 
Dans le deuxième chapeau se trouve : l'Italie et la Russie. Cette dernière se retire finalement au profit de la Serbie, invoquant des raisons officielles peu claires. 
Dans le troisième chapeau se trouve : L'Espagne et le vainqueur du match Grèce contre Norvège.
| Groupe A               | Groupe B            |
| ---------------------- | ------------------- |
| Irlande Italie Espagne | Écosse Serbie Grèce |

#### Les enjeux
Même à plusieurs mois des matchs, on peut se projeter sur les chances de se qualifier des équipes participantes. 
Dans le groupe A, l'Irlande est favorite, quels que soient les cas de figures. Cependant, comme indiqué plus haut, si l'Italie dispose dans son effectif d'heritage players, elle pourra très sérieusement lui contester ce titre ou mettre en difficultés les Celtes. L'Espagne est dans une situation délicate, elle aura besoin de son effectif complet, avec notamment ses joueurs jouant dans le championnat de France, pour espérer mettre en difficulté l'Italie, mais uniquement si cette dernière ne parvient qu'à proposer une sélection de talents nationaux  (et non pas renforcée de joueurs disputant les championnats étrangers) ou une équipe B. Au vu des enjeux, cela parait improbable.
Dans le groupe B, l’Écosse, sauf baisse significative de niveau, devrait gagner facilement tous les matchs. Mais si La Grèce « fait le plein  » de tous ses joueurs jouant dans le championnat australien, elle peut considérablement bouleverser les pronostics. La Serbie, qui remplace la Russie qui se déclarera forfait pour les éliminatoires, a peut être une légère chance face à la Grèce. La Grèce est en effet minée par une crise entre entités sportives concurrentes. La conséquence étant que les grecs ne peuvent jouer sur leur sol.  

#### Déroulé
Le 16 décembre 2018, les dates des différentes rencontres sont données.
Celle du match de barrage entre la Grèce et la Norvège, est donnée quelques jours après, le match devant se dérouler à Londres, peut être sous la forme d'un double-header.
| 18 mai 2019     | Grèce   | 56-26 | Norvège | Barrage               |
| 26 octobre 2019 | Espagne | 08-42 | Irlande | 1ère journée Groupe A |
| 27 octobre 2019 | Écosse  | 86-00 | Serbie  | 1ère journée Groupe B |
| 2 novembre 2019 | Italie  | 34-04 | Espagne | 2ème journée Groupe A |
| 2 novembre 2019 | Grèce   | 24-42 | Écosse  | 2ème journée Groupe B |
| 9 novembre 2019 | Irlande | 25-4  | Italie  | 3ème journée Groupe A |
| 9 novembre 2019 | Serbie  | 06-82 | Grèce   | 3ème journée Groupe B |

Chaque équipe rencontrant les deux autres de son groupe, une fois seulement, comptablement les choses sont relativement simples ; pour espérer être qualifiée, une équipe doit remporter au moins un match , et, si elle ne gagne pas le deuxième, présenter un point-average avantageux.

## Les Amériques
Le premier est directement qualifié pour la Coupe du monde, le second se qualifie pour les barrages intercontinentaux. Les deux derniers sont éliminés.
En raison d'une communication tardive des instances internationales, on a pu penser que ces éliminatoires seraient organisés sous forme d'une poule de quatre équipes qui aurait lieu à l'université du Nord de la Floride, à Jacksonville, les 13 et 17 novembre 2018. Fin septembre, 2018, on apprend finalement que le tournoi aura lieu en Floride comme prévu, mais sous la forme d'un double-header et non plus d'un mini-championnat.
| 13 novembre 2018 | Canada     | 08-38 | Jamaïque   | Jacksonville (Floride) |
| 13 novembre 2018 | Etats-Unis | 62-00 | Chili      | Jacksonville (Floride) |
| 17 novembre 2018 | Canada     | 62-12 | Chili      | Jacksonville (Floride) |
| 17 novembre 2018 | Jamaïque   | 16-10 | États-Unis | Jacksonville (Floride) |

Les États-Unis, avec un championnat régulier qui se dispute sur leur territoire, et compte tenu de leur passé de qualification constante pour la coupe du monde, ont le « bagage technique »  pour espérer prendre la première place, a minima la seconde. La Jamaïque qui comprend en son sein des joueurs évoluant en Angleterre, devrait les lui disputer.  L'inconnu de la poule étant le comportement des Canadiens et des nouveaux venus Chiliens; ces deux équipes n'ayant pas participé l'année du début des éliminatoires à des test-matchs significatifs. Cependant le format du tournoi devrait favoriser les américains, qui jouent chez eux et  qui doivent logiquement venir à bout du nouveau venu le Chili et donc s'assurer facilement les deux premières places. L'autre match en revanche, plus équilibré, voit son issue incertaine quelques semaines avant son coup d'envoi le 13 novembre 2018. 
La première journée confirme le statut de favoris des Jamaïcains et des Américains. Ceux-ci se retrouvent ensuite en finale et au terme d'un match serré, les caribéens décrochent leur première qualification de l'histoire à la coupe du monde. Le Canada sauve largement l'honneur face au Chili mais la défaite contre la Jamaïque lors de la première journée l'a éliminé de la course à la qualification. Cependant, l'équipe canadienne disputera la Coupe du monde de 2025, en tant que nation organisatrice. Les États-Unis doivent disputer le barrage intercontinental, une compétition à leur portée puisqu'ils rencontrent le vainqueur du match de barrage, joué entre les modestes sud-africains et les Îles Cook, ces dernières semblant les seules à pouvoir espérer les faire déjouer.

## Intercontinental
Les barrages intercontinentaux opposent d'abord l'Afrique du Sud (second de la zone Afrique-Moyen-Orient) et  les îles Cook (septième de la zone Asie-Pacifique).
| 21 juin 2019 | Îles Cook | 66-06 | Afrique du Sud | Ringrose Park, Wentworthville (Australie) |

Les insulaires surclassent les Sud-africains, menant même 46-00 à la mi-temps. Les Rhinos parviennent cependant à sauver l'honneur en marquant un essai transformé en deuxième mi-temps.
Le vainqueur de ce match rencontre ensuite les États-Unis d'Amérique sur le sol américain en Floride.

| 16 novembre 2019 | États-Unis d'Amérique | 16-38 | Îles Cook | Jacksonville (Floride) |

### Vidéographie
Barrage Afrique du Sud-Îles Cook (match complet)